# ウチュクドゥク
ウチュクドゥク（ラテン文字:Uchkuduk, Uchquduq、ウズベク語: Uchquduq / Учқудуқ、ロシア語: Учкудук）は、ウズベキスタン・ナヴォイ州に属する都市である。キズィルクム沙漠の中、州都のナヴォイからは北西に約300 kmの地点に位置する。なお、片仮名転記ではウチクドゥクやウチクダックと表記される場合もある。

## 鉱業
ウチュクドゥクが正式に都市として設立されたのは、1978年である。都市名はウズベク語で「3つの湧泉」を意味する。
しかし石器時代には鉱山として機能しており、既に鉱業が行われていたとされている。
さらに、ソビエト連邦時代の1958年には、ナヴォイ鉱山精錬コンビナート (英語: Navoi Mining and Metallurgical Combinat、ロシア語: Навоийского горно-металлургического комбинат、略称：NKMK, NMMC) が、この地区に設立され、直近の都市であるザラフシャンまで100 kmという「閉じた都市」として付近にあるウラン鉱山の開発が進められていた。ウランの採鉱量はソビエト連邦内でも有数の採鉱量であり、採鉱されたウランはソビエト連邦の核兵器開発に利用されていた。
ウズベキスタンが1991年に独立後もウラン鉱山は営業を継続しており、2010年現在、ウランの資源量は世界第12位の111,000トン、ウラン生産量は世界第7位の年間2429トンである。
日本からは石油天然ガス・金属鉱物資源機構 (JOGMEC) が2011年にウズベキスタン地質鉱物資源国家委員会とウラン・レアメタルの共同探査に関する基本合意書に調印し、伊藤忠商事が10年間のウラン精鉱長期売買契約を結んだ。2008年には、この締結に先立って三井物産がウチュクドゥク付近のコクパタス (Kokpatas) 村における黒色頁岩型ウランの地質調査活動に関して、地質鉱物資源国家委員会と合弁会社設立検討のための基本合意書に調印した。
ここの鉱山から採掘されるレアメタルの鉱石の品質は世界から高く評価されており、ロンドン金塊市場や東京工業品取引所において高値で取引されている。

## 交通
街には首都タシュケントからウチュクドゥク、ヌクスを経由してカザフスタンへと向かうウズベキスタン鉄道の駅が設置されている。
また、都市付近にはウチュクドゥク空港も開設されている。1985年7月10日にアエロフロート航空7425便がウチュクドゥク付近で墜落した結果、乗客200人全員が死亡した。

## 規模
ウチュクドゥクの1991年の人口は24,000人だったのに対して、2012年の人口は36,432人と増加した。

## 出身人物
ウズベキスタンの歌手グループのヤッラはこの街の出身であり、「ウチュクドゥク」と言う名の曲を歌ってCIS諸国で人気を博した。